# Ивица Антески
Ивица Антески (на македонска литературна норма: Ивица Антески) е поет, литературен критик, есеист, автор на къси разкази и новинар от Северна Македония.

## Биография
Роден е на 13 септември 1976 година в Тетово, тогава в Югославия, но израства в Гостивар, където завършва основно и средно образование. В 1996 година записва Филологическия факултет в Скопския университет. Работи като новинар във вестник „Дневник“ и „Македония днес“.